# Administração da Hidrovia do Paraguai
A Administração da Hidrovia do Paraguai, conhecida pela sigla AHIPAR, é uma agência hidroviária que se localiza na cidade brasileira de Corumbá, em Mato Grosso do Sul. Administra a movimentação em torno do rio Paraguai.
O prédio onde está instalada a AHIPAR, serviu de sede, desde 1955,  a autarquias federais vinculadas ao então Ministério de Viação e Obras Públicas. Esse prédio da administração, no centro de Corumbá, foi construído em 1904 para sediar a mais importante Estação Telegráfica de Mato Grosso. Na época, Corumbá era o maior centro de comércio fluvial do País e contava com pelo menos 300 quilômetros de linha de postes para comunicação.
A construção do prédio teve à frente, o engenheiro mato-grossense Cândido Mariano da Silva Rondon, que se fez presente à inauguração da Estação Telegráfica em 1 de janeiro de 1904. A presença do governo Federal na região no segmento do transporte fluvial remonta à primeira metade do século com a implantação da Inspetoria do Porto de Corumbá.

## Administração
A presença do governo Federal em nossa região no segmento do transporte fluvial remonta à primeira metade do século XX com a implantação da Inspetoria do Porto de Corumbá. Posteriormente, com a organização do Departamento Nacional de Portos, Rios e Canais (D.N.P.R.C.), autarquia vinculada ao então Ministério de Viação e Obras Públicas (M.V.O.P.), iniciou-se efetivamente ação mais concreta no sentido de apoiar esse meio de transporte, com obras como o cais da cidade iniciado em 1948, o porto da Manga, as pavimentações das ruas Domingos Sahib e Manoel Cavassa e da ladeira Cunha e Cruz, vias de acesso ao porto. Em 14.02.63 a Lei nº 4.213 reorganiza a administração federal no setor de portos e vias navegáveis dando ao D.N.P.R.C. o nome de Departamento Nacional de Portos e Vias Navegáveis - D.N.P.V.N, criando o 19º Distrito de Portos e Vias Navegáveis (19º D.P.V.N.), com atuação nos Estados de Mato Grosso e Rondônia e sede em Corumbá, renomeado como 10ª Diretoria Regional (10ª DR) do D.N.P.V.N. em 12.11.1965. Na vigência do D.N.P.V.N. pode-se dizer que iniciaram, a nível nacional, as ações voltadas ao estudo e aproveitamento dos rios como modo de transporte mais confiável e econômico.

## Históricas
Os rios que compõem a Bacia do Prata e seus afluentes foram os fatores determinantes para a formação dos países que compõem o extremo sul da América Latina - Argentina - Bolívia - Brasil - Paraguai - Uruguai, considerando seu sentido político como via de penetração e consolidação dos estados que se organizaram a partir do século XVI.
Economicamente, a Bacia do Prata, como via de transporte e comunicação, foi, e é, um elemento decisivo para o desenvolvimento desses países. As bacias dos rios Paraguai e Paraná são as mais importantes do sistema do Prata, cujo sentido estratégico foi claramente identificado já no século XVI ao registrar as expedições de portugueses e espanhóis que se sucederam nos primeiros tempos de colonização européia com a fundação de diversas cidades, como por exemplo, Assunção em 1537, menos de 40 anos após o descobrimento do Brasil. Aí se desenvolveram, ao longo dos vários séculos, conflitos e alianças.   Alternaram-se também períodos de maior ou menor desenvolvimento econômico, de acordo com a sucessão dos ciclos de atividades.
Historicamente a denominação - Rio da Prata - está ligada à procura da serra da Prata, cuja ocorrência foi, mais tarde, confirmada em território da Bolívia. Desde a colonização e até o início do século XX esses países foram tipicamente de economia agropecuária e extrativa. As principais atividades eram a pecuária bovina e o cultivo de milho, trigo ou outros cereais, as extrações mineral e vegetal, produtos esses suficientes para abastecer o mercado interno e propiciar receitas de exportação. Essas atividades tinham, e têm, na via seu mais importante meio de escoamento, mesmo porque, de um modo geral elas se desenvolveram ao longo dos eixos navegáveis.
Atualmente, a tendência da economia mundial em se organizar em blocos econômicos é uma circunstância que impõe a integração, a união e cooperação entre os países para o aproveitamento de suas riquezas em benefício de suas populações. A integração econômica, cultural, política e social é um processo em marcha.